# Жемчужноглазый крикливый пересмешник
Жемчужноглазый крикливый пересмешник (лат. Margarops fuscatus) — вид птиц семейства пересмешниковых. Единственный представитель рода крикливых пересмешников. Выделяют четыре подвида. Широко распространён на островах Карибского моря.

## Описание
Жемчужноглазый крикливый пересмешник является самым крупным представителем семейства пересмешниковых, достигает длины 20—30 см и массы от 90 до 150 г. Половой диморфизм не выражен. Перья макушки, лопаток и спины тёмно-коричневого цвета с более светлыми серовато-коричневыми окантовками; окантовки более широкие в верхней части перьев. Оттенки окраски варьируют в зависимости от возраста и подвида птицы. Первостепенные, второстепенные и третьестепенные маховые перья и соответствующие им кроющие перья тёмно-коричневые. Горло, грудь и нижняя часть тела серого или грязно-белого цвета. Радужная оболочка – от беловатой до жемчужно-белой у взрослых особей; тускло-коричневато-серая у молодых и незрелых особей. Цвет клюва в большей степени зависит от возраста, в меньшей — от пола. Клюв желтый у птенцов (молодые птенцы в натуральном пуху) и тёмного рогового цвета у неполовозрелых и взрослых особей. Надклювье темнее у основания, подклювье более бледное у основания. Цевка и пальцы ног – рогового цвета у взрослых и неполовозрелых особей; у молодых особей — серые. 

## Размножение
Жемчужноглазый крикливый пересмешник образует пары, которые обычно остаются вместе в течение всего сезона размножения. Во время ухаживания самцы исполняют брачные танцы, чтобы расположить к себе самок. Гнездо сооружается из небольших веточек и, как правило, используется многократно. Сезон размножения очень продолжительный, длится 8—11 месяцев, пик кладки яиц приходится примерно на апрель и май. За сезон может быть от двух до шести выводков. В кладке обычно от двух до четырёх яиц зеленовато-синего цвета. Размеры яйца в среднем 32,4х22,5 мм, а масса около 8,8 г.